# Ізабелла Дзялинська
Ізабелла Дзялинська, повністю Ізабелла Єлизавета з Чарторийських Дзялинська (нар.14 грудня 1830, Варшава — пом. 18 березня 1899, Мантон, Франція) — шляхтянка з польського роду Чорторийських, художниця-аматорка, колекціонерка мистецьких творів.

## Життєпис
Була донькою княза Адама Єжи Чарторийського й Анни Софії з Сапегів. Виховувалася у Парижі, в консервативній атмосфері (готель Лямбер). З часів молодості колекціонувала твори мистецтва.
1857 року вийшла заміж за графа Яна Дзялинського. Дітей у подружжя не було. Після польського повстання 1863 року порушилося сімейне життя Дзялинських, зокрема виникли майнові суперечки. Ян Дзялинський був змушений покинути Польщу і 5 років переховуватися у Франції, адже отримав заочно смертний вирок. Згодом зміг повернутися додому, оскільки 1869 року отримав амністію.
Від свого батька Ізабелла успадкувала готель Лямбер — резиденцію Чарторийських у Парижі, політичний штаб і культурний центр польської емігрантській діаспори у Франції. Разом з братом Владиславом Чарторийським займалася справами готелю, особливо Польським інститутом.
Багато подорожувала по Європі, а також Алжиру, Єгипті, Святій Землі. Більшу частину життя мешкала у Парижі, а після шлюбу — також в Голухові, який отримала 1872 року від свого чоловіка за те, що позичила йому гроші на Січневе повстання. Започаткувала колекцію античних ваз, графіки, ікон, меблів. Замок у Голухові перебудувала за своїм планом — створила у ньому музей. 1893 року домоглася ординація щодо фінансового утримання музею. У планах було відновити давню резиденцію роду Лещинських, яка колись була в Голухові.
Після смерті її поховали в капличці у парку в Голухові.